# Metropolitan Police Service
Metropolitan Police Service (MPS), ofte kaldt Scotland Yard efter navnet på hovedkvarteret, er Greater Londons politistyrke. Den har imidlertid ikke ansvar for City of London, som har sin egen politistyrke. MPS blev etableret 29. september 1829 og har hovedkontor i New Scotland Yard i Westminster.
Styrken ledes af en kommissær, som er den højest rangerede polititjenestemand i Storbritannien. Han er ansvarlig over for Metropolitan Police Authority.
MPS havde tidligt i 2005 30.235 polititjenestemænd, 11.966 støttepersonel, 493 færdselsbetjente og 1392 offentlige vægtere. Ansvarsområdet er på 1605 km² med 7,2 millioner indbyggere.
MPS har også en del nationale opgaver bl.a. inden for terrorbekæmpelse samt beskyttelse af diplomater, ministre og kongelige.

## Organisation
Den ordinære politivirksomhed i London udføres af 33 geografiske divisioner (borough operational command units, BOCUs), som hver dækker en af Londons 32 bydele, samt Heathrow Lufthavn. De geografiske divisioner har ansvaret for lokale polititjenester – herunder også efterforskning. Hver division har flere politistationer.
På centralt niveau har MPS en række specialenheder og to store specialafdelinger, der dækker hele byen. Specialenhederne er Færdselsenheden (600 mand), Flyenheden (3 helikoptere), Enhed for offentlig orden, Hesteenheden, Hundeenheden og Bådenheden. De to store specialafdelinger er Direktoratet for særlig kriminalitet og Afdelingen for specialoperationer.

## Politistationer
Der er ud over hovedkvarteret 140 politistationer i London som distriktshovedkvarterene, som er store og døgnåbne, og mindre stationer med kortere åbningstider.
Den ældste bevarede politistation, som lå i Bow Street, blev åbnet i 1881. Den blev nedlagt i 1992, og i 2006 lukkede også Bow Street Magistrates Court ved siden af. Den ældste politistation fra 1908, som er arbejder ligger i Wapping. Den er hovedkvarter for Marine Support Unit og huser også et bårehus og River Police Museum.
De fleste politistationer kan kendes på, at der er blå lamper ved indgangen. De blev indført i 1861.
En almindelig politistation har en indgang for ansatte og en for civile, et lille receptionsområde, glatceller, aforhørsrum og kontorer. Det er foreslået, at bygge og indrette politistationer, så det fysiske miljø giver bedre kontakt med borgere.